# Jack Lowden
Jack Andrew Lowden (Chelmsford, 1990. június 2. –) skót színész.
Négy évig tartó színpadi szereplés után első nagy nemzetközi sikere a képernyőn a Háború és béke (2016) című BBC minisorozatban volt. Ezt követően olyan nagyjátékfilmekben tűnt fel, mint a Tagadás (2016), a Dunkirk (2017), a Két királynő (2018), a Családi bunyó (2019) és a Capone (2020).
A 2022-es cannes-i fesztiválon Sheila Atim színésznővel együtt Chopard Trófeával tüntették ki.

## Fiatalkora és tanulmányai
1990. június 2-án született az essexi Chelmsfordban, Gordon és Jacquie Lowden fiaként. A skóciai Oxton nevű faluban nőtt fel. Öccse, Calum már egészen fiatalon balett-táncos lett az edinburgh-i Manor School of Ballet-ben, később pedig az English National Ballet School-ban és a londoni Royal Ballet School-ban tanult. 
Gyermekkorában Jack a Manor School of Ballet tánciskolába is járt, de úgy gondolta, a színészkedés jobban megy neki. Állítása szerint gyermekkora óta az volt a legnagyobb vágya, hogy labdarúgó legyen. Tíz éves korában szülei beíratták az edinburgh-i Scottish Youth Theatre-be.
2011-ben szerzett színészi diplomát a glasgow-i Royal Scottish Academy of Music and Drama színművészeti főiskolán.

## Magánélete
2019 és 2021 között Lowden az edinburgh-i Leithben lakott, majd 2021 májusában visszaköltözött szülőföldjére, a skót határvidékre. A skót függetlenség szókimondó támogatója.
2018 óta kapcsolatban áll Saoirse Ronan ír színésznővel, aki a Két királynő című filmben volt a színésztársa.

## Filmográfia

### Film

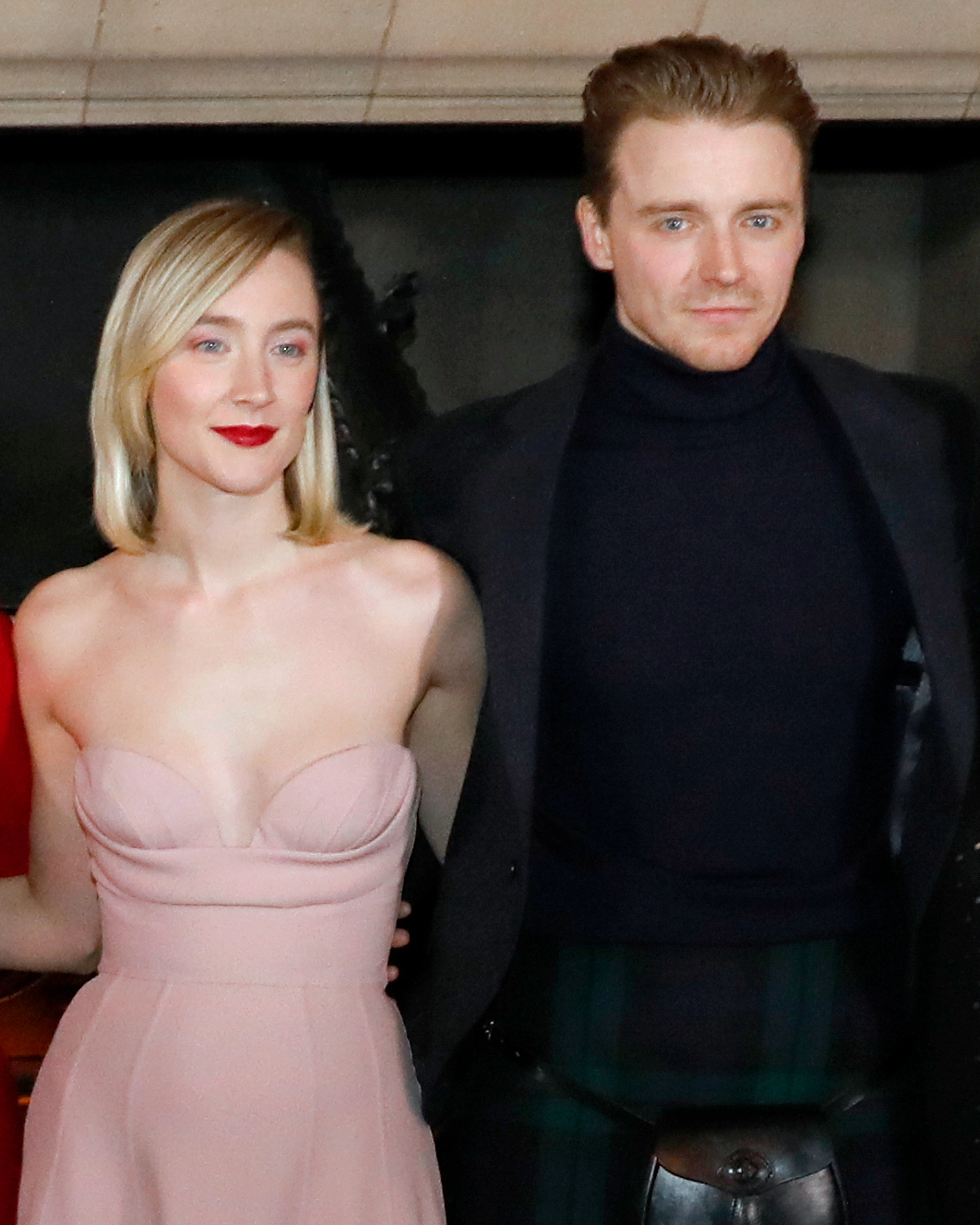
Lowden és Saoirse Ronan a Két királynő premierjén 2019-ben

| Év   | Magyar cím                 | Eredeti cím             | Szerep            | Magyar hang     |
| ---- | -------------------------- | ----------------------- | ----------------- | --------------- |
| 2014 |                            | ’71                     | Thompson          |                 |
| 2014 |                            | Ghosts                  | Oswald            |                 |
| 2016 |                            | Tommy's Honour          | Tom Morris, Jr.   |                 |
| 2016 | Egy egyesült királyság     | A United Kingdom        | Tony Benn         |                 |
| 2016 | Tagadás                    | Denial                  | James Libson      | Moser Károly    |
| 2017 | Dunkirk                    | Dunkirk                 | Collins           | Fehér Tibor     |
| 2017 |                            | England Is Mine         | Morrissey         |                 |
| 2018 | Kaliber: A valóság ösvénye | Calibre                 | Vaughn            |                 |
| 2018 | Két királynő               | Mary Queen of Scots     | Lord Darnley      | Markovics Tamás |
| 2019 | Családi bunyó              | Fighting with My Family | Zak Knight        | Orosz Ákos      |
| 2019 | Családi bunyó              | Fighting with My Family | Zak Knight        | Czető Roland    |
| 2020 | Capone                     | Capone                  | Crawford          | Molnár Levente  |
| 2020 | A rokonok                  | Kindred                 | Thomas            |                 |
| 2021 | Áldás                      | Benediction             | Siegfried Sassoon |                 |

### Televízió
| Év   | Magyar cím                     | Eredeti cím                               | Szerep            | Megjegyzések                                                  |
| ---- | ------------------------------ | ----------------------------------------- | ----------------- | ------------------------------------------------------------- |
| 2010 |                                | Being Victor                              | Nick Fairclough   | 1 epizód                                                      |
| 2012 |                                | Mrs Biggs                                 | Alan Wright       | 2 epizód                                                      |
| 2013 |                                | The Tunnel                                | Adam Roebuck      | visszatérő szerep (10 epizód)                                 |
| 2014 |                                | The Passing Bells                         | Michael           | minisorozat                                                   |
| 2016 | Háború és béke                 | War & Peace                               | Nyikolaj Rosztov  | - minisorozat - magyar hangja: - Czető Roland - Ágoston Péter |
| 2018 |                                | The Long Song                             | Robert Goodwin    | 3 részes tévéfilm                                             |
| 2020 | Kis fejsze                     | Small Axe                                 | Ian Macdonald     | minisorozat (1 epizód)                                        |
| 2022 | Utolsó befutók                 | Slow Horses                               | River Cartwright  | főszereplő                                                    |
| 2023 | Arany                          | The Gold                                  | Kenneth Noye      | 6 részes drámasorozat                                         |
| 2024 | A Gyűrűk Ura: A hatalom gyűrűi | The Lord of the Rings: The Rings of Power | Forodwaith Sauron | 1 epizód                                                      |

## Fordítás
- Ez a szócikk részben vagy egészben  a   Jack Lowden című angol Wikipédia-szócikk ezen változatának fordításán alapul.  Az eredeti cikk szerkesztőit annak laptörténete sorolja fel. Ez a jelzés csupán a megfogalmazás eredetét és a szerzői jogokat jelzi, nem szolgál a cikkben szereplő információk forrásmegjelöléseként.